# Blas María de la Garza Falcón
Blas María de la Garza-Falcón (Real de Salinas, Nuevo León, 1712–Camargo, Tamaulipas, 1767) fue un militar novohispano al servicio de la Corona de Castilla, destacado en la colonización española de Tamaulipas y Texas, siendo considerado el fundador y primer poblador del condado de Nueces y de Río Grande City en el sur Texas, así como de la ciudad de Camargo en el estado mexicano de Tamaulipas. Se le considera el primer "cowboy" por haber fundado el primer rancho ganadero de Texas sobre su famoso latifundio conocido como la Franja del Nueces.

## Biografía
Blas María de la Garza-Falcón nació en Real Valle de las Salinas, Reino de Nuevo León, en el virreinato de la Nueva España, en 1712, sendo hijo del general Blas de la Garza-Falcón, gobernador y capitán general de la Provincia de Coahuila, y de Beatriz de Villarreal (nieta de Diego de Villarreal, fundador del Valle de las Salinas). Su hermano Clemente de la Garza-Falcón sucedió a su padre como gobernador y capitán general de la Provincia de Coahuila. 

Municipio de Camargo

Sus cinco hermanos y seis hermanas pasaron su infancia en la Hacienda de la Pesquería Chica, cerca de Monterrey, probablemente recibiendo su educación en Saltillo. 
Hacia 1734, ya era capitán del Real Presidio de San Gregorio de Cerralvo, en el Reino de Nuevo León. 
En 1747 el coronel José de Escandón, conde de Sierra Gorda, gobernador del Nuevo Santander, encomendó al capitán Garza-Falcón la exploración de la ribera sur del río Grande. Garza-Falcón encabezó un contingente de cincuenta hombres del Real Presidio de Cerralvo hasta la desembocadura del río. El plan de Escandón, tal como aplicó Garza-Falcón, era establecer siete asentamientos a lo largo del río, Revilla, Camargo, Mier, Dolores, Reynosa, Laredo y Vedoya. El 5 de marzo de 1749, Garza Falcón organizó a cuarenta familias de Nuevo León y las asentó en Camargo, a orillas del río Grande. Fundó la villa de Camargo, así como un presidio para el escuadrón militar, y una misión, San Agustín de Laredo, para los indios. Escandón lo nombró capitán y jefe de justicia de Camargo, el primer asentamiento fundado en el río Grande. En 1752 Garza Falcón estableció el Rancho de Carnestolendas, ahora en el sitio de Rio Grande City, en el lado norte del río.
Después de dos intentos fallidos para asentarse y colonizar la tierra cerca del río Nueces, Escandón dio la asignación a Garza-Falcón. En 1766 Garza-Falcón ya había establecido un puesto de avanzada ganadero llamado Santa Petronila a cinco leguas del río Nueces, en lo que hoy es el condado de Nueces, Texas. Garza Falcón llevó a su familia y sus empleados allí y comenzó una empresa ganadera que servía como campamento para los soldados españoles del Real Presidio de Nuestra Señora de Loreto, que exploraban la vecindad mientras patrullaban en 1767. El rancho, a ocho millas al este del río Nueces, sirvió como avanzada y estación de descanso en ruta.
En 1767 Garza-Falcón regresó a Camargo, donde murió y fue enterrado en su capilla privada, Nuestra Señora de Guadalupe. Después de su muerte, las concesiones de tierras fueron distribuidas a los colonos; su familia recibió la tierra que se extiende desde el río Grande hasta el río Nueces en el sur de Texas, en un territorio llamado la Franja del Nueces, mismo que se volvió sinónimo de su latifundio.

## Matrimonio y descendencia
El 4 de enero de 1731, Garza-Falcón contrajo primer matrimonio en el Real de Minas de la Boca de Leones del Reino de Nuevo León con Catarina Gómez de Castro, hija del capitán Antonio Gómez de Castro y de Nicolasa Báez de Treviño. De dicho matrimonio nacieron María Gertrudis, Juan José y José Antonio de la Garza-Falcón. 
Después de la muerte de Catarina, contrajo segundo matrimonio con Josefa de los Santos-Coy, hija de Nicolás de los Santos-Coy, alcalde mayor de las Minas de Cerralvo, y de Ana María Guerra. Sin descendencia de dicho matrimonio.